# لمس طلایی
لمس طلایی (به انگلیسی: The Golden Touch) یک کارتون از مجموعهٔ سمفونی احمقانه به کارگردانی و تهیه کنندگی والت دیزنی در سال ۱٩٣۵ ساخته شده است. این داستان بر اساس اسطوره یونانی پادشاه میداس ساخته شده و یک محیط قرون وسطایی را نمایش میدهد.